# كولين كوبل
كولين كوبل (بالإنجليزية: Colleen Coble)‏ (1952 في الولايات المتحدة)؛ روائية أمريكية.